# 忍者ハットリくん (堀絢子の曲)
「忍者ハットリくん」（にんじゃハットリくん）は、ハットリくん（堀絢子）のシングル。1981年にコロムビアレコードから発売された。

## 概要
1981年10月1日にシングルレコードとして発売され（日本コロムビア SCS-563）、同年11月に同内容のピクチャー盤シングルレコードが発売された（日本コロムビア CH-220）。
声優・堀絢子がハットリくん名義で、自身が主演したテレビアニメ『忍者ハットリくん』のオープニングテーマとして歌唱した楽曲。カップリングには大杉久美子が歌う前期エンディングテーマ「ねえハットリくん」が収録されている。
1981年11月に発売されたコンピレーション・アルバム『最新テレビまんが大行進〈アラレちゃん/ハットリくん〉』（日本コロムビア CZ-7151）をはじめ、2004年にリリースされた『忍者ハットリくん全曲集』などに収録されている。

## 収録曲
（全作曲：菊池俊輔）
1. 忍者ハットリくん
作詞：藤子不二雄
歌：堀絢子
コーラス：コロムビアゆりかご会
  - テレビアニメ『忍者ハットリくん』オープニングテーマ
2. ねえハットリくん
作詞：若林一郎
歌：大杉久美子
  - テレビアニメ『忍者ハットリくん』前期エンディングテーマ

## カバー
忍者ハットリくん
- アンサンブル・アカデミア - インストゥルメンタル。編曲：たかしまあきひこ。1982年発売のシングル「行進用行進曲（運動会用）忍者ハットリくん/走れ!ジョリィ」（東芝EMI TS-16015）に収録。
- 岡崎ひろみ - ポニー、キャニオン・レコード版カバー音源。1983年発売のLP・カセットテープ『こどもテレビのうた ベストアルバム めだかの兄妹〜およげ!たいやきくん』収録。1991年11月27日発売『テレビ人気こどものうた』（東芝EMI、規格品番：TOCT-6349）には「岡崎裕美」名義で収録。
- ジ・アニメルズ - 1983年発売のシングル『アニメドレー 臨時増刊号』にて、メドレー曲「ときめきアニメ コレクション1983」の1曲としてカバー。
- 香取慎吾（SMAP） - 2004年、自身の主演する映画『NIN×NIN 忍者ハットリくん THE MOVIE』の主題歌（後述）。

## HATTORI3
「HATTORI3（参上）」（ハットリさんじょう）は、香取慎吾が「ハットリくん」名義で発売したシングル。堀絢子の「忍者ハットリくん」のカバーで、香取主演の映画『NIN×NIN 忍者ハットリくん THE MOVIE』の主題歌となった。2004年8月25日にビクターエンタテインメントから発売された。

### 収録曲
（全作詞：藤子不二雄Ⓐ、作曲：菊池俊輔、編曲：近田春夫・山岸大輔）
1. HATTORI3（参上） [3:13]
  - 香取慎吾主演映画「NIN×NIN 忍者ハットリくん THE MOVIE」主題歌
2. HATTORI3（参上）（What's up?への字口Mix） [4:32]
  - リミックスバージョン
3. HATTORI3（参上）（Instrumental）